# Drvni plin
Drvni plin je vrsta sintetskog plina, koji se dobiva izgaranjem drva ili drvenog ugljena, a može poslužiti kao gorivo za motorna vozila, peći ili ložišta, umjesto benzina, dizela i ostalih vrsta goriva. Kod postupka rasplinjavanja biomasa (ili ostalih organskih materijala) bez prisustva zraka (kisika), koristi se generator drvnog plina ili pirolitički kotao (piroliza), koja stvara vodik H2 i ugljikovog monoksid CO, koji se kasnije mogu iskoristiti za izgaranje (gorenje) s atmosferom bogatom kisikom, da bi na kraju nastali toplina, ugljikov dioksid CO2 i voda H2O. Kod pirolitičkih peći, biomasa ili drveni ugljen se pretvaraju u čađ, oslobađajući metan CH4 i katran bogat lančanim aromatskim ugljikovodicima. 
Danas se zanimanje za postupak uplinjavanja (rasplinjavanja) i proizvodnju drvnog plina ponovo pojavljuje. Na primjer u Švedskoj se na državnoj razini provode projekti poticanja poljoprivrednika da svoju mehanizaciju pogone upravo na ovaj način. Traktori s ugrađenim pirolitičkim kotlom poljoprivrednicima mogu ostvariti znatnu uštedu, jer ne moraju kupovati benzin. Osim toga neovisni su, a njihovo gorivo je obnovljivo i ne pridonosi efektu staklenika i globalnom zagrijavanju.

## Povijest
Misao da se drveni ugljen pretvori suhom destilacijom u drvni plin, stara je skoro 200 godina. Prema podacima francuske literature (M. Theodor) prvi pokušaj je izveden 1818., kada je neki vlasnik kovačnica htio da plin proizveden iz drvenog ugljena upotrijebi za loženje svojih peći. Međutim tek nakon 20 godina, oko 1840. zbila se prva industrijska primjena plina od drvenog ugljena u Engleskoj, te u jednoj tvornici porculana u Francuskoj. Prema njemačkoj literaturi (Uhlmann: Enz. der chem. Techn.) prvi pokušaji u tom pravcu izvedeni su 1842. u talionici željeza St. Stephan u Štajerskoj. Prvi motor na drvni plin proradio je 1884. u Manchesteru, koji je koristio antracit i pregrijanu vodenu paru. 
Upotreba drvnog plina iz drvenog ugljena za motorna vozila pokušalo se prvo na motornim čamcima, a zatim na kopnenim teretnim vozilima (1905.). Prvi ozbiljnije provjeren pokušaj izveden je u Francuskoj travnja 1910., na autobusu koji je vozio od Montmartrea do Place Saint-Michel. Ugodnost motora gonjenog s benzinom nije silila ljude da se dalje zabavljaju ovim problemom i da ga nastoje riješiti sve do kraja Prvog svjetskog rata. Rat je pokazao, u kako se slabom položaja nalaze uvozne zemlje zbog benzina potrebnog za pogon motornih vozila, pa je potakao da se potraže drugi izvori energije. Tako je od 1917. do 1918. Direction des Inventions (Direkcija izuma) provodila pokuse s vozilima na putu od Pariza do Rouena. 1922. je po prvi put priređeno izložbeno natjecanje kamiona na pogon drvnim plinom. 1927. provode francuske vojne vlasti pokuse s kamionima opterećenim s teretom oko 3 tone i ti su se kamioni tjerani drvnim plinom drvenog ugljena na udaljenosti od 35 km, s usponom od 8 do 11% posve dobro držali.
Motorna vozila na drvni plin su se značajno koristila za vrijeme Drugog svjetskog rata, a samo u Njemačkoj ih je bilo oko 500 000. Pirolitički kotlovi su se ugrađivali na kamione, autobuse, traktore, motocikle, brodove i vlakove. 1942. je bilo oko 73 000 motornih vozila na drvni plin u Švedskoj, 65 000 u Francuskoj, 10 000 u Danskoj i gotovo 8 000 u Švicarskoj. 1944. u Finskoj je bilo 43 000 motornih vozila na drvni plin, od čega 30 000 autobusa i kamiona, 7 000 automobila, 4 000 traktora i 600 čamaca. I danas se takva vozila mogu naći u Singapuru, Kini, Rusiji i Sjevernoj Koreji.

## Primjena drvnog plina

### Drvni plin za motore s unutarnjim izgaranjem
Rasplinjavanje ili uplinavanje je u stvari jedan oblik nepotpunog sagorijevanja krutog goriva. Zbog zagrijavanja na visokoj temperaturi, kruto gorivo počinje ispuštati zapaljive plinove koji ne sagorijevaju zbog nedostatka kisika. Dakle pomoću ovog postupka moguće je od drveta ili nekog drugog oblika biomase proizvesti drvni plin, koji se može koristiti kao pogonsko gorivo za motore s unutarnjim izgaranjem, najčešće za pogon vozila ili za proizvodnju električne energije pomoću agregata. Rasplinjanjem drveta nastaje mješavina sljedećih zapaljivih plinova plinova: vodik (20%), ugljikov monoksid (20%) i metan (3%). Osim ova tri plina nastaju i dušik i ugljikov dioksid koji nisu zapaljivi.

### Pirolitički kotao za grijanje
Rasplinjavanje (uplinavanje) je postupak u kojem se drvo pretvara u plinove, koji se kasnije mogu izgarati u motorima s unutrašnjim sagorjevanjem. Piroliza je jedna od tri osnovne faze procesa izgaranja drva, dok pirolitički kotlovi u sebi provode proces rasplinjavanja drveta, izgaranja drveta, te kasnije izgaranja rasplinutog drvnog plina uz konačni visoki stupanj djelovanja. Piroliza je toplinsko raspadanje drveta kroz promjenu njegovog agregatnog stanja. Na temperaturama iznad 100 °C toplinskim zagrijavanjem iz drva se počinju oslobađati plinovi. Ova se faza odvija u svim pećima, odnosno kotlovima loženim na drvo, bez obzira na njihov tip, njihovu starost i slično. Kod pirolitičkih kotlova, faza pirolize je naglašena zahvaljujući posebnoj konstrukciji kotla, regulaciji i ugrađenom ventilatoru.
Kotlovi na pirolizu najčešće imaju dvodjelno ložište i ventilator s promjenjivim brojem okretaja, koji dobavlja potrebnu količinu zraka. U gornjem dijelu ložišta dolazi do sušenja drva, njegove toplinske razgradnje i stvaranja žara. Ventilator u gornji dio ložišta dovodi zrak pri čemu u području oko žara dolazi do rasplinjavanja, odnosno intenzivnog stvaranja drvnog plina. Količina dovedenog primarnog zraka u gornji dio ložišta dovoljna je samo za rasplinjavanje, ali ne i za potpuno izgaranje. Zbog podtlaka/predtlaka (ovisno o mjestu ugradnje ventilatora) nastali drvni plin prelazi u donji dio ložišta. Prolaskom kroz područje žara i kroz sapnicu, plin se upali i u potpunosti izgara. Potpunost izgaranja osigurana je dovođenjem sekundarnog zraka kroz sapnicu. Kvaliteta i izgled plamena podsjeća na izgaranje ulja ili plina na klasičnim plamenicima.
Kotlovi koji rade naglašenim postupkom pirolize imaju stupnjeve iskoristivosti oko 90 %, za razliku od standardnih kotlova na drvo kod kojih se iskoristivost kreće od 65 do 70%. Ovako visoki stupanj iskoristivosti odgovarao bi približno plinskom kotlu loženom na zemni plin. Iz navedenog slijedi da kotlovi na pirolizu mogu godišnje uštedjeti i do 25 % ukupnih potreba za drvetom, a po cijeni energenta ušteda je u odnosu na plin od 40 do 50%.
Najbolja učinkovitost postiže se loženjem na veće cjepanice dužine od 400 do 500 mm kod manjih kotlova, odnosno dužine 1 metar kod većih. Drvni otpaci (npr. kod stolarskih radiona) nisu prikladni jer može doći do začepljivanja sapnica za dovod sekundarnog zraka. Kotlove odlikuje obično dulje vrijeme između dva punjenja (od 8 do 12 sati), a navedeno je ovisno o veličini kotla, spremniku topline, vlažnosti drva i sl. Zbog visoke kvalitete izgaranja, količina nastalog pepela je vrlo mala, tako da nije potrebno njegovo često odlaganje (svakih par dana). Temperature dimnih plinova kreću se u rasponu od 160 do 200 °C. Većina novih dimnjaka koji se danas ugrađuju, otporni su na prisustvo kondenzata, a kod starih dimnjaka njegovu pimjenjivost na ovu vrstu kotlova najbolje je usaglasiti s lokalnim dimnjačarom. Promjer dimnjaka tj. njegova visina određuje se na osnovu tehničkih grafikona ili proračunom. Rukovanje kotlom je jednostavno, a automatska regulacija daje ugodnost korištenja.
Drva za loženje moraju biti suha, s vlažnosti od 15 do 25 %. Navedena vlažnost postiže se ako drva "odleže" oko godinu dana. Drva koja su u istoj godini posječena i ložena nisu odgovarajuće kvalitete. Povećana vlažnost, osim što rezultira manjom raspoloživom toplinom, ima za posljedicu i stvaranje manjih količina drvnog plina tijekom postupka pirolize, a time se smanjuje stupanj iskoristivosti kotla. Pirolitički kotao počinje se ponašati kao standardni, a tada postaje i upitna iskoristljivost njegove investicije.
Toplovodni kotlovi za centralno grijanje predviđeni za loženje drvom koriste drva sadržaja vlage ispod 25 %. Temeljitost izgaranja opisuje potreba za čišćenjem, koje je potrebno provoditi tek svaka 3 do 4 dana, ako kotao radi s maksimalnom snagom ili rjeđe ako je kotao manje opterećen. Konstrukcijska rješenja vođenja plinova izgaranja i njihovo dodatno izgaranje osiguravaju visoki stupanj iskorištenja kotla (do 91%), što ih čini iznimno štedljivim. Ekološki su prihvatljivi, jer postižu niske sadržaje štetnih sastojaka u izlaznim dimnim plinovima.

### Elektrane na drvni plin
Elektrane na drvni plin imaju rasplinjač drva, kontinuirani protočni sušač silosa za sušenje goriva unutar rasplinjača, plinsku turbinu (niska temperatura, princip organskog Rankineovog ciklusa) za naknadno korištenje otpadne topline za proizvodnju električne struje. Prednosti su: potpuno termokemijsko redukcijsko rasplinjavanje proizvoda oksidacije internom cirkulacijom i dvostupanjskim sagorijevanjem piroliznih plinova (disocijacija katrana), suho čišćenje plina (npr. filtracija vrućeg plina bez većih izdataka za pranje plina i zbrinjavanje ostataka pirolize), visoka učinkovitost i koristivost za električnu struju ili toplinu maksimalnim korištenjem energije goriva u rasplinjaču, te visoka ekonomičnost uz male investicije i male troškove pomoću visokog stupnja djelotvornosti (usporedivo sa sličnim kogeneracijskim postrojenjima).